# اسلام در ارمنستان

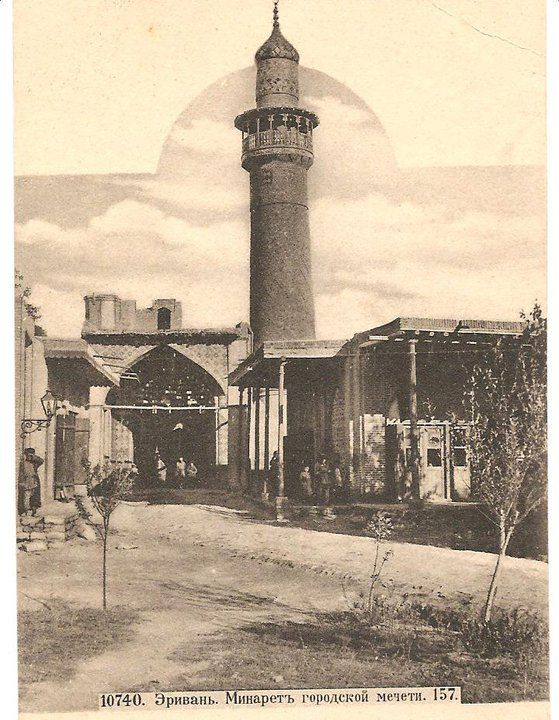
مناه‌های مسجدی در ایروان

اسلام در ارمنستان یکی از کهن‌ترین ادیان این کشور به‌شمار می‌رود که پیشنهٔ ورود دین اسلام به ارمنستان به زمانی مربوط می‌شود که جزئی از خاک ایران پهناور دوران ساسانیان بود که پس از حمله اعراب به ایران، منطقه ارمنستان نیز از گزند تهاجم اعراب بی‌بهره نماند.
در قرن یازدهم و دوازدهم با حملات حکومت سلجوقیان و لشکرکشی مسلمانان ترک،کرد،عرب به ارمنستان . مسلمان کردن اجباری گروهی از یونانی‌ها و ارامنه سبب گسترش دین اسلام در این کشور شد.

## جمعیت کنونی مسلمانان

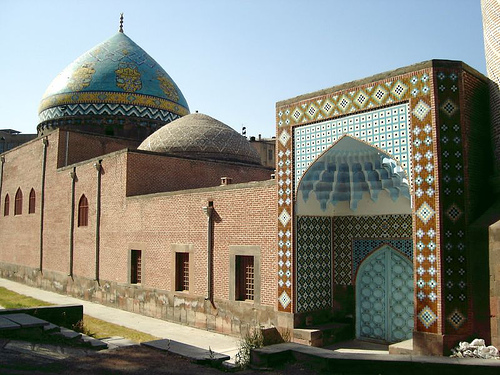
مسجد کبود ایروان که در اواخر دههٔ ۷۰ شمسی توسط سازمان تبلیغات اسلامی ایران مرمت گردید

پس از کشورگشایی ارمنستان در سال ۱۹۹۱ و به دلیل مشکلات ارضی با جمهوری آذربایجان مسلمانان آذری مجبور به مهاجرت به آذربایجان و سایر کشورهای منطقه شد ولی کردهای ارمنستان با تصویب قوانین دولتی و پذیرش آنان به عنوان گروه قومیتی در مجلس ارمنستان در این کشور باقی‌ماندند.اما امروزه اکثریت مسلمانان مهاجر به ارمنستان را ایرانیانی تشکیل می‌دهند که به سبب تجارت و تحصیل در این کشور به صورت موقت و دائم ساکن می‌باشند. در سال ۲۰۰۹ مرکز تحقیقات پیو تخمین گروه مسلمانان مهاجر را کمتر از ۰.۱٪ از جمعیت ارمنستان یا در حدود ۱،۰۰۰ نفر اعلام کرده‌است.

## ترجمهٔ قرآن به زبان ارمنی
با کمک سفارت جمهوری اسلامی ایران در ایروان قرآن به زبان ارمنی شرقی ترجمه شد که در سال ۲۰۰۷ با انتشار ۱،۰۰۰ نسخه در اختیار ارمنی‌زبانان قرار گرفت،گفتنی است هیئت‌امناء مسجد کبود ایروان توسط ایرانیان اداره می‌شود و به علاقه‌مندان علاوه بر اسلام‌شناسی، به صورت رایگان زبان فارسی نیز آموزش داده می‌شود.